# Coupe de France féminine de cyclisme sur route 2013
Cet article traite uniquement de la compétition féminine. Pour les résultats de la compétition masculine, voir Coupe de France de cyclisme sur route 2013.
Navigation
Coupe de France 2012 Coupe de France 2014
La Coupe de France féminine de cyclisme sur route 2013  est la 14e édition de la Coupe de France féminine de cyclisme sur route. La victoire revient à la Française Élodie Hegoburu.
Cette édition se déroule du 18 mars au 1er juillet 2013 et est composée de cinq épreuves comme lors de l'édition précédente.

## Résultats
| Dates       | Courses                                     | Vainqueur         | Équipe             | Leader du général |
| ----------- | ------------------------------------------- | ----------------- | ------------------ | ----------------- |
| 18 mars     | Cholet-Pays de Loire féminin                | Emma Johansson    | Orica-AIS          | Audrey Cordon     |
| 9 avril     | Prix de la Ville de Pujols                  | Élodie Hegoburu   | BigMat-Auber 93    | Aude Biannic      |
| 13 mai      | Grand Prix Fémin'Ain                        | Amélie Rivat      | Vienne Futuroscope | Élodie Hegoburu   |
| 25 mai      | Grand Prix de Plumelec                      | Emmanuelle Merlot | Vienne Futuroscope | Élodie Hegoburu   |
| 1er juillet | Classic Féminine de Vienne Poitou-Charentes | Audrey Cordon     | Vienne Futuroscope | Élodie Hegoburu   |

## Classements
|     | Coureuse        | Points |
| --- | --------------- | ------ |
| 1re | Élodie Hegoburu | 154    |
| 2e  | Mélanie Bravard | 145    |
| 3e  | Élise Delzenne  | 142    |
| 4e  | Audrey Cordon   | 131    |
| 5e  | Lucie Pader     | 127    |
| 6e  | Marion Sicot    | 113    |
| 7e  | Sandrine Bideau | 101    |
| 8e  | Solène Vinsot   | 97     |
| 9e  | Mélodie Lesueur | 90     |
| 10e | Aude Biannic    | 80     |

L’équipe Vienne Futuroscope remporte le classement par équipes. Lucie Pader remporte le classement chez les espoirs et Solène Vinsot le classement chez les juniors.